# Khánh Thân vương

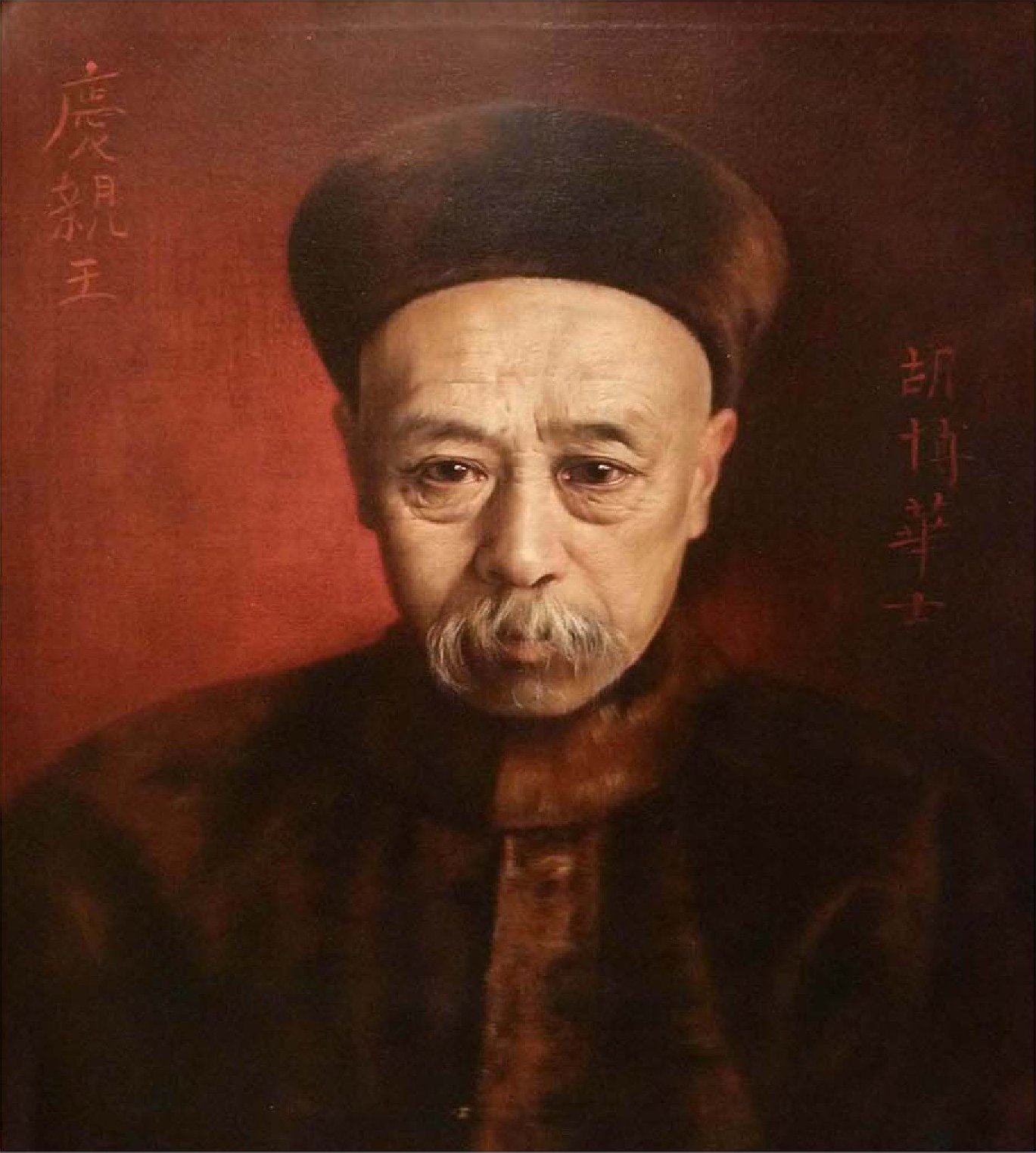
Dịch Khuông - Khánh Thân vương đời thứ 5

Hòa Thạc Khánh Thân vương (chữ Hán: 和碩慶親王; tiếng Mãn: ᡥᠣᡧᠣᡳ
ᡶᡝᠩᡧᡝᠨ
ᠴᡳᠨ ᠸᠠᠩ, Möllendorff: Hošoi fengšen cin wang, Abkai: Hoxoi fengxen qin wang) là tước vị Thân vương thế tập truyền đời nhà Thanh trong lịch sử Trung Quốc. Do được ban ân con cháu tập tước không bị giáng vị, Khánh Thân vương trở thành một trong Thiết mạo tử vương.

## Khái quát
Thủy tổ của Khánh vương phủ là Vĩnh Lân - Hoàng thập thất tử của Thanh Cao Tông Càn Long Hoàng đế. Năm Càn Long thứ 54 (1789), trong đợt gia phong cuối cùng của triều Càn Long, Vĩnh Lân được phong cho tước vị Bối lặc (貝勒). Khi anh trai ruột là Gia Khánh Đế kế vị, năm Gia Khánh thứ 4 (1799), được thăng làm Huệ Quận vương (惠郡王), nhưng sau đó 1 ngày lại đổi thành Khánh Quận vương (慶郡王).
Năm Gia Khánh thứ 25 (1820), trước khi qua đời, ông được đặc ân tấn phong làm Khánh Thân vương (慶親王). Vĩnh Lân lúc sinh thời không được Càn Long Đế yêu quý, ngược lại còn bị chán ghét, hơn nữa lại không có tài cán gì, đến thời Gia Khánh Đế thì cũng không có đóng góp gì to lớn cho triều đình, nên tước vị của ông ban đầu được thừa tập theo quy chuẩn của Hoàng thất nhà Thanh.
Tuy nhiên đến đời Thanh mạt, vào năm Quang Tự thứ 20 (1894), cháu nội của ông là Dịch Khuông (奕劻), do là một trong số cận thần của Từ Hi Thái hậu, nên được bà ban ân, hạ ý chỉ tái phong tước Khánh Thân vương. Đến năm Quang Tự thứ 24 (1898), Khánh vương phủ chính thức được phép thế tập võng thế, trở thành Thiết mạo tử vương cuối cùng của nhà Thanh. Ban đầu khi Khánh vương phủ được thành lập, được phân vào cánh phải của Tương Lam kỳ. Khi đã trở thành Thiết mạo tử vương, Khánh vương phủ cùng Cung vương phủ của Dịch Hân (奕訢) trở thành 2 Lĩnh chủ của Tương Lam kỳ, địa vị chỉ dưới Kỳ chủ là Trịnh vương phủ.
Khánh vương phủ từ khi thành lập đến khi lụi tàn, truyền được tổng cộng 4 đời, trong đó có 3 đời Thân vương và 2 đời Quận vương.

### Ý nghĩa phong hiệu
Phong hiệu ["Khánh"] của Vĩnh Lân, Mãn văn là 「fengxen」, ý là "Chúc mừng".

### Chi hệ
Vĩnh Lân có tất cả sáu con trai, con trai trưởng Miên Hằng, con trai thứ hai và thứ tư đều mất sớm. Con trai thứ ba của ông là Miên Mẫn thừa kế Đại tông, chính là Khánh Lương Quận vương. Nhưng Miên Mẫn qua đời mà không có con, liền lấy con trai của Nghi Thuận Quận vương Miên Chí là Dịch Thải làm người thừa kế. Về sau, Dịch Thải nạp thiếp trong thời gian mặc tang phục, con trai thứ sáu của Vĩnh Lân là Bất nhập Bát phân Phụ quốc công Miên Tính biết chuyện liền mưu đồ để Dịch Thải bị cách tước, kết quả sự tình bị Đạo Quang Đế phát hiện. Hậu quả là Dịch Thải bị cách tước quy tông, Miên Tính cũng bị cách tước đày đi Thịnh Kinh. Mà con trai thứ năm của Vĩnh Lân là Bất nhập Bát phân Phụ quốc công Miên Đễ cũng vì tội "biết mà không báo" bị hàng xuống Trấn quốc Tướng quân. Cứ như vậy, Khánh vương phủ chỉ còn lại Miên Đễ và Miên Tính đã bị đày đi Thịnh Kinh, tước vị của Đại tông cũng bị "tạm dừng thừa tập", trong thoáng chốc liền bị hàng từ Quận vương xuống Trấn quốc Tướng quân. Sau, Miên Đễ vô tự, do trưởng tử của Miên Tính là Dịch Khuông thừa kế, mà hậu duệ của Miên Tính cũng tuyệt tự ở đời cháu. Vì vậy một mạch Khánh vương phủ chỉ còn lại độc nhất một chi của Dịch Khuông.

### Kỳ tịch
Theo ghi chép, Khánh Thân vương Vĩnh Lân được phân vào Tương Lam kỳ, vì vậy kỳ tịch của Khánh vương phủ luôn thuộc Hữu dực Cận chi Tương Lam kỳ đệ nhất tộc, không thay đổi cho đến thời Thanh mạt. Một vấn đề khác là sau khi Dịch Thải, Miên Tính bị cách tước, tước vị của Miên Đễ là Trấn quốc Tướng quân, không phải tước vị Nhập bát phân, lúc này Kỳ phân của Khánh vương phủ có phải giao nộp lên hay không, vì khuyết thiếu tư liệu mà đến nay vẫn không rõ. Tuy vậy, đến thời Thanh mạt, Kỳ quyền của các Vương phủ gần như chỉ là nói suông, ý nghĩa thực tế không lớn.

## Khánh Thân vương
Thứ tự thừa kế Khánh vương phủ. Số năm lần lượt là năm sinh, năm thừa tước, năm mất; in đậm là khoảng thời gian thụ tước:
1. Khánh Hy Thân vương Vĩnh Lân (永璘)
1766 - 1789 - 1820
2. Khánh Lương Quận vương Miên Mẫn (綿愍)
1797 - 1820 - 1836
3. Dĩ cách Khánh Quận vương Dịch Thải (奕綵)
1820 - 1837 - 1842 - 1866
4. Truy phong Bối tử Miên Đễ (綿悌)
1811 - 1842 - 1849
5. Khánh Mật Thân vương Dịch Khuông (奕劻)
1838 - 1850 - 1917
6. Khánh Trinh Thân vương Tái Chấn (載振)
1876 - 1917 - 1947

### Miên Mẫn chi hệ
- 1802 - 1820: Bối tử Miên Mẫn (綿愍) - con trai thứ ba của Vĩnh Lân. Sơ phong Phụng ân Phụ quốc công (奉恩輔國公), năm 1819 thăng Bối tử (貝子), năm 1820 tập tước Khánh Quận vương.

### Miên Đễ chi hệ
- 1831 - 1849: Bất nhập Bát phân Trấn quốc công Miên Đễ (綿悌) - con trai thứ năm của Vĩnh Lân. Sơ phong Bất nhập Bát phân Phụ quốc công (不入八分輔國公), năm 1837 thăng Bất nhập Bát phân Trấn quốc công (不入八分鎮國公), năm 1842 tập tước Khánh Thân vương.

### Tái Chấn chi hệ
- 1894 - 1917: Nhị đẳng Trấn quốc Tướng quân Tái Chấn (載振) - con trai trưởng của Dịch Khuông. Sơ phong Nhị đẳng Trấn quốc Tướng quân (二等鎮國將軍), năm 1901 thêm hàm Bối tử (貝子), năm 1917 tập tước Khánh Thân vương (慶親王).

### Phổ Chung chi hệ
- 1922 - ?: Bất nhập Bát phân Phụ quốc công hàm Phổ Chung (溥鍾) - con trai trưởng của Tái Chấn.

### Phổ Duệ chi hệ
- 1922 - ?: Bất nhập Bát phân Phụ quốc công hàm Phổ Duệ (溥銳) - con trai thứ hai của Tái Chấn.

### Tái Bác chi hệ
- 1906 - 1935: Bất nhập Bát phân Phụ quốc công hàm Nhị đẳng Trấn quốc Tướng quân Tái Bác (載搏) - con trai thứ hai của Dịch Khuông. Sơ phong Nhị đẳng Trấn quốc Tướng quân (二等鎮國將軍), năm 1908 được gia hàm Bất nhập Bát phân Phụ quốc công (不入八分輔國公).

### Miên Tính chi hệ
- 1833 - 1842: Bất nhập Bát phân Phụ quốc công Miên Tính (綿性) - con trai thứ sáu của Vĩnh Lân. Sơ phong Nhị đẳng Trấn quốc Tướng quân (二等鎮國將軍), năm 1837 thăng làm Bất nhập Bát phân Phụ quốc công (不入八分輔國公), năm 1842 bị cách tước.

## Phả hệ Khánh Thân vương
|                                                                     |                                                                     |                                                                     |                                                                     |                                                                     |                                                                     |  |  |                                                    |                                                    |                                                    |                                                    |                                                    |                                                    |  |  |                                                 |                                                 |                                                 |                                                 |                                                 |                                                 |  |  |                                                              |                                                              | Quá kế                                                       |                                                              |                                                              |                                                              |  |  |  |  |  |  |  |  |  |  |  |  |  |  |  |  |  |  |  |  |  |  |
|                                                                     |                                                                     |                                                                     |                                                                     |                                                                     |                                                                     |  |  |                                                    |                                                    |                                                    |                                                    |                                                    |                                                    |  |  |                                                 |                                                 |                                                 |                                                 |                                                 |                                                 |  |  |                                                              |                                                              |                                                              |                                                              |                                                              |                                                              |  |  |  |  |  |  |  |  |  |  |  |  |  |  |  |  |  |  |  |  |  |  |
|                                                                     |                                                                     |                                                                     |                                                                     |                                                                     |                                                                     |  |  |                                                    |                                                    |                                                    |                                                    |                                                    |                                                    |  |  |                                                 |                                                 |                                                 |                                                 |                                                 |                                                 |  |  |                                                              |                                                              |                                                              |                                                              |                                                              |                                                              |  |  |  |  |  |  |  |  |  |  |  |  |  |  |  |  |  |  |  |  |  |  |
| Nghi Thận Thân vương Vĩnh Tuyền                                     | Nghi Thận Thân vương Vĩnh Tuyền                                     | Nghi Thận Thân vương Vĩnh Tuyền                                     | Nghi Thận Thân vương Vĩnh Tuyền                                     | Nghi Thận Thân vương Vĩnh Tuyền                                     | Nghi Thận Thân vương Vĩnh Tuyền                                     |  |  |                                                    |                                                    |                                                    |                                                    |                                                    |                                                    |  |  | Khánh Hy Thân vương Vĩnh Lân 1766 - 1789 - 1820 | Khánh Hy Thân vương Vĩnh Lân 1766 - 1789 - 1820 | Khánh Hy Thân vương Vĩnh Lân 1766 - 1789 - 1820 | Khánh Hy Thân vương Vĩnh Lân 1766 - 1789 - 1820 | Khánh Hy Thân vương Vĩnh Lân 1766 - 1789 - 1820 | Khánh Hy Thân vương Vĩnh Lân 1766 - 1789 - 1820 |  |  |                                                              |                                                              |                                                              |                                                              |                                                              |                                                              |  |  |  |  |  |  |  |  |  |  |  |  |  |  |  |  |  |  |  |  |  |  |
| Nghi Thận Thân vương Vĩnh Tuyền                                     | Nghi Thận Thân vương Vĩnh Tuyền                                     | Nghi Thận Thân vương Vĩnh Tuyền                                     | Nghi Thận Thân vương Vĩnh Tuyền                                     | Nghi Thận Thân vương Vĩnh Tuyền                                     | Nghi Thận Thân vương Vĩnh Tuyền                                     |  |  |                                                    |                                                    |                                                    |                                                    |                                                    |                                                    |  |  | Khánh Hy Thân vương Vĩnh Lân 1766 - 1789 - 1820 | Khánh Hy Thân vương Vĩnh Lân 1766 - 1789 - 1820 | Khánh Hy Thân vương Vĩnh Lân 1766 - 1789 - 1820 | Khánh Hy Thân vương Vĩnh Lân 1766 - 1789 - 1820 | Khánh Hy Thân vương Vĩnh Lân 1766 - 1789 - 1820 | Khánh Hy Thân vương Vĩnh Lân 1766 - 1789 - 1820 |  |  |                                                              |                                                              |                                                              |                                                              |                                                              |                                                              |  |  |  |  |  |  |  |  |  |  |  |  |  |  |  |  |  |  |  |  |  |  |
|                                                                     |                                                                     |                                                                     |                                                                     |                                                                     |                                                                     |  |  |                                                    |                                                    |                                                    |                                                    |                                                    |                                                    |  |  |                                                 |                                                 |                                                 |                                                 |                                                 |                                                 |  |  |                                                              |                                                              |                                                              |                                                              |                                                              |                                                              |  |  |  |  |  |  |  |  |  |  |  |  |  |  |  |  |  |  |  |  |  |  |
| Nghi Thuận Quận vương Miên Chí                                      | Nghi Thuận Quận vương Miên Chí                                      | Nghi Thuận Quận vương Miên Chí                                      | Nghi Thuận Quận vương Miên Chí                                      | Nghi Thuận Quận vương Miên Chí                                      | Nghi Thuận Quận vương Miên Chí                                      |  |  | Khánh Lương Quận vương Miên Mẫn 1797 - 1820 - 1836 | Khánh Lương Quận vương Miên Mẫn 1797 - 1820 - 1836 | Khánh Lương Quận vương Miên Mẫn 1797 - 1820 - 1836 | Khánh Lương Quận vương Miên Mẫn 1797 - 1820 - 1836 | Khánh Lương Quận vương Miên Mẫn 1797 - 1820 - 1836 | Khánh Lương Quận vương Miên Mẫn 1797 - 1820 - 1836 |  |  | Bối tử Miên Đễ (绵悌) 1811 - 1842 - 1849        | Bối tử Miên Đễ (绵悌) 1811 - 1842 - 1849        | Bối tử Miên Đễ (绵悌) 1811 - 1842 - 1849        | Bối tử Miên Đễ (绵悌) 1811 - 1842 - 1849        | Bối tử Miên Đễ (绵悌) 1811 - 1842 - 1849        | Bối tử Miên Đễ (绵悌) 1811 - 1842 - 1849        |  |  | Bất nhập Bát phân Phụ quốc công Miên Tính (绵性) 1814 - 1879 | Bất nhập Bát phân Phụ quốc công Miên Tính (绵性) 1814 - 1879 | Bất nhập Bát phân Phụ quốc công Miên Tính (绵性) 1814 - 1879 | Bất nhập Bát phân Phụ quốc công Miên Tính (绵性) 1814 - 1879 | Bất nhập Bát phân Phụ quốc công Miên Tính (绵性) 1814 - 1879 | Bất nhập Bát phân Phụ quốc công Miên Tính (绵性) 1814 - 1879 |  |  |  |  |  |  |  |  |  |  |  |  |  |  |  |  |  |  |  |  |  |  |
| Nghi Thuận Quận vương Miên Chí                                      | Nghi Thuận Quận vương Miên Chí                                      | Nghi Thuận Quận vương Miên Chí                                      | Nghi Thuận Quận vương Miên Chí                                      | Nghi Thuận Quận vương Miên Chí                                      | Nghi Thuận Quận vương Miên Chí                                      |  |  | Khánh Lương Quận vương Miên Mẫn 1797 - 1820 - 1836 | Khánh Lương Quận vương Miên Mẫn 1797 - 1820 - 1836 | Khánh Lương Quận vương Miên Mẫn 1797 - 1820 - 1836 | Khánh Lương Quận vương Miên Mẫn 1797 - 1820 - 1836 | Khánh Lương Quận vương Miên Mẫn 1797 - 1820 - 1836 | Khánh Lương Quận vương Miên Mẫn 1797 - 1820 - 1836 |  |  | Bối tử Miên Đễ (绵悌) 1811 - 1842 - 1849        | Bối tử Miên Đễ (绵悌) 1811 - 1842 - 1849        | Bối tử Miên Đễ (绵悌) 1811 - 1842 - 1849        | Bối tử Miên Đễ (绵悌) 1811 - 1842 - 1849        | Bối tử Miên Đễ (绵悌) 1811 - 1842 - 1849        | Bối tử Miên Đễ (绵悌) 1811 - 1842 - 1849        |  |  | Bất nhập Bát phân Phụ quốc công Miên Tính (绵性) 1814 - 1879 | Bất nhập Bát phân Phụ quốc công Miên Tính (绵性) 1814 - 1879 | Bất nhập Bát phân Phụ quốc công Miên Tính (绵性) 1814 - 1879 | Bất nhập Bát phân Phụ quốc công Miên Tính (绵性) 1814 - 1879 | Bất nhập Bát phân Phụ quốc công Miên Tính (绵性) 1814 - 1879 | Bất nhập Bát phân Phụ quốc công Miên Tính (绵性) 1814 - 1879 |  |  |  |  |  |  |  |  |  |  |  |  |  |  |  |  |  |  |  |  |  |  |
|                                                                     |                                                                     |                                                                     |                                                                     |                                                                     |                                                                     |  |  |                                                    |                                                    |                                                    |                                                    |                                                    |                                                    |  |  |                                                 |                                                 |                                                 |                                                 |                                                 |                                                 |  |  |                                                              |                                                              |                                                              |                                                              |                                                              |                                                              |  |  |  |  |  |  |  |  |  |  |  |  |  |  |  |  |  |  |  |  |  |  |
| Dĩ cách Khánh Quận vương Dịch Thải (奕綵) 1820 - 1837 - 1842 - 1866 | Dĩ cách Khánh Quận vương Dịch Thải (奕綵) 1820 - 1837 - 1842 - 1866 | Dĩ cách Khánh Quận vương Dịch Thải (奕綵) 1820 - 1837 - 1842 - 1866 | Dĩ cách Khánh Quận vương Dịch Thải (奕綵) 1820 - 1837 - 1842 - 1866 | Dĩ cách Khánh Quận vương Dịch Thải (奕綵) 1820 - 1837 - 1842 - 1866 | Dĩ cách Khánh Quận vương Dịch Thải (奕綵) 1820 - 1837 - 1842 - 1866 |  |  |                                                    |                                                    |                                                    |                                                    |                                                    |                                                    |  |  |                                                 |                                                 |                                                 |                                                 |                                                 |                                                 |  |  | Khánh Mật Thân vương Dịch Khuông 1838 - 1850 - 1917          | Khánh Mật Thân vương Dịch Khuông 1838 - 1850 - 1917          | Khánh Mật Thân vương Dịch Khuông 1838 - 1850 - 1917          | Khánh Mật Thân vương Dịch Khuông 1838 - 1850 - 1917          | Khánh Mật Thân vương Dịch Khuông 1838 - 1850 - 1917          | Khánh Mật Thân vương Dịch Khuông 1838 - 1850 - 1917          |  |  |  |  |  |  |  |  |  |  |  |  |  |  |  |  |  |  |  |  |  |  |
| Dĩ cách Khánh Quận vương Dịch Thải (奕綵) 1820 - 1837 - 1842 - 1866 | Dĩ cách Khánh Quận vương Dịch Thải (奕綵) 1820 - 1837 - 1842 - 1866 | Dĩ cách Khánh Quận vương Dịch Thải (奕綵) 1820 - 1837 - 1842 - 1866 | Dĩ cách Khánh Quận vương Dịch Thải (奕綵) 1820 - 1837 - 1842 - 1866 | Dĩ cách Khánh Quận vương Dịch Thải (奕綵) 1820 - 1837 - 1842 - 1866 | Dĩ cách Khánh Quận vương Dịch Thải (奕綵) 1820 - 1837 - 1842 - 1866 |  |  |                                                    |                                                    |                                                    |                                                    |                                                    |                                                    |  |  |                                                 |                                                 |                                                 |                                                 |                                                 |                                                 |  |  | Khánh Mật Thân vương Dịch Khuông 1838 - 1850 - 1917          | Khánh Mật Thân vương Dịch Khuông 1838 - 1850 - 1917          | Khánh Mật Thân vương Dịch Khuông 1838 - 1850 - 1917          | Khánh Mật Thân vương Dịch Khuông 1838 - 1850 - 1917          | Khánh Mật Thân vương Dịch Khuông 1838 - 1850 - 1917          | Khánh Mật Thân vương Dịch Khuông 1838 - 1850 - 1917          |  |  |  |  |  |  |  |  |  |  |  |  |  |  |  |  |  |  |  |  |  |  |
|                                                                     |                                                                     |                                                                     |                                                                     |                                                                     |                                                                     |  |  |                                                    |                                                    |                                                    |                                                    |                                                    |                                                    |  |  |                                                 |                                                 |                                                 |                                                 |                                                 |                                                 |  |  | Khánh Trinh Thân vương Tái Chấn (载振) 1876 - 1917 - 1947    |                                                              |                                                              |                                                              |                                                              |                                                              |  |  |  |  |  |  |  |  |  |  |  |  |  |  |  |  |  |  |  |  |  |  |